# World Challenge (golf)
De World Challenge is een speciaal golftoernooi buiten het seizoen van de Amerikaanse PGA Tour. Gastheer van het toernooi is Tiger Woods, die het toernooi zelf al vijf keer gewonnen heeft. Sinds 2014 wordt het toernooi gesponsord door "Hero" en het toernooi werd vernoemd naar de sponsor, de Hero World Challenge.

## Het doel
Tiger Woods heeft de Tiger Woods Foundation opgericht om geld in te zamelen voor liefdadige instellingen. In 1999 werd de eerste World Challenge gespeeld. Het prijzengeld is hoog, de winnaar krijgt ruim een miljoen dollar. Tiger Woods doneert zijn prijzengeld meestal aan de stichting.

## De spelers
Oorspronkelijk bestond het spelersveld uit 16 spelers: 11 topspelers van de Official World Golf Ranking plus de winnaar van het voorgaande jaar plus vier spelers die door de sponsor worden uitgenodigd. 
Sinds 2009 kunnen de spelers punten behalen voor de OWGR en bestaat het spelersveld uit 18 spelers: de top 11 van de OWGR, de vier winnaars van de Majors plus de winnaar van het voorgaande jaar en twee spelers die door de Tiger Woods Foundation worden uitgenodigd.  
In 2010 was het totale prijzengeld US$ 5.000.000, waarvan US$ 1.200.000 naar de winnaar ging. Dit was Graeme McDowell, die Tiger Woods in een play-off versloeg.

## Golfbanen
| Jaren     | Golfbaan                      | Locatie                   |
| --------- | ----------------------------- | ------------------------- |
| 1999      | Grayhawk Golf Club            | Scottsdale, Californië    |
| 2000-2013 | Sherwood Country Club         | Thousand Oaks, Californië |
| 2014-     | Isleworth Golf & Country Club | Windermere, Florida       |

## Winnaars
| Jaar                                | Winnaar                  | Score                    | Score                    | Info                            |
| Williams World Challenge            | Williams World Challenge | Williams World Challenge | Williams World Challenge | Williams World Challenge        |
| ----------------------------------- | ------------------------ | ------------------------ | ------------------------ | ------------------------------- |
| 1999                                | Tom Lehman               | 267                      | –13                      |                                 |
| 2000                                | Davis Love III           | 266                      | –22                      |                                 |
| 2001                                | Tiger Woods              | 273                      | –15                      |                                 |
| Target World Challenge              |                          |                          |                          |                                 |
| 2002                                | Pádraig Harrington       | 268                      | –20                      |                                 |
| 2003                                | Davis Love III           | 277                      | –11                      |                                 |
| 2004                                | Tiger Woods              | 268                      | –16                      |                                 |
| 2005                                | Luke Donald              | 272                      | –16                      |                                 |
| 2006                                | Tiger Woods              | 272                      | –16                      |                                 |
| 2007                                | Tiger Woods              | 266                      | –22                      |                                 |
| Chevron World Challenge             |                          |                          |                          |                                 |
| 2008                                | Vijay Singh              | 277                      | –11                      |                                 |
| 2009                                | Jim Furyk                | 275                      | –13                      |                                 |
| 2010                                | Graeme McDowell po       | 272                      | –16                      | Won de play-off van Tiger Woods |
| 2011                                | Tiger Woods              | 278                      | –10                      |                                 |
| Northwestern Mutual World Challenge |                          |                          |                          |                                 |
| 2012                                | Graeme McDowell          | 271                      | –17                      |                                 |
| 2013                                | Zach Johnson po          | 275                      | –13                      | Won de play-off van Tiger Woods |
| Hero World Challenge                |                          |                          |                          |                                 |
| 2014                                | Jordan Spieth            | 262                      | –26                      |                                 |
| 2018                                | John Rahm                |                          |                          |                                 |

| Toernooirecord |  | po = winnaar na play-off |

## Trivia
Tweemaal heeft Tiger Woods zijn titel niet verdedigd. In 2008 werd hij na het winnen van het US Open aan zijn knie geopereerd en was hij nog niet voldoende hersteld, in 2009 was hij gewond geraakt bij een auto-ongeval. 
In 2011 won hij dit toernooi nadat hij twee jaar lang niets gewonnen had.